# Orthocerodus
Orthocerodus is een geslacht van kevers uit de familie van de loopkevers (Carabidae). De wetenschappelijke naam van het geslacht is voor het eerst geldig gepubliceerd in 1946 door Basilewsky.

## Soorten
Het geslacht Orthocerodus omvat de volgende soorten:
- Orthocerodus atronitens (Fairmaire, 1892)
- Orthocerodus longicollis Jeannel, 1949
- Orthocerodus mirabilis Basilewsky, 1946
- Orthocerodus parallelus Jeannel, 1949
- Orthocerodus punctisternis Basilewsky, 1977